# Luxiaria fasciosa
Luxiaria fasciosa är en fjärilsart som beskrevs av Moore 1888. Luxiaria fasciosa ingår i släktet Luxiaria och familjen mätare. Inga underarter finns listade i Catalogue of Life.